# Saint-Médard, Moselle
Saint-Médard là một xã trong vùng Grand Est, thuộc tỉnh Moselle, quận Château-Salins, tổng Dieuze. Tọa độ địa lý của xã là 48° 48' vĩ độ bắc, 06° 38' kinh độ đông. Saint-Médard nằm trên độ cao trung bình là 300 mét trên mực nước biển, có điểm thấp nhất là 199 mét và điểm cao nhất là 333 mét. Xã có diện tích 9,89 km², dân số vào thời điểm 1999 là 113 người; mật độ dân số là 11 người/km².

## Thông tin nhân khẩu
| 1962 | 1968 | 1975 | 1982 | 1990 | 1999 |
| ---- | ---- | ---- | ---- | ---- | ---- |
| 102  | 121  | 114  | 105  | 109  | 113  |